# Võhu
Võhu est un village situé dans la Commune de Vinni du comté de Viru-Ouest en Estonie.